# ピオフィオーレの晩鐘
『ピオフィオーレの晩鐘』（ピオフィオーレのばんしょう）は、オトメイトより2018年8月30日に発売されたPlayStation Vita用ゲームソフト。

## 概要
2017年9月2日・3日に開催された「オトメイトパーティー2017」にて新作ゲームとして発表された。初の単独イベントの開催、Nintendo Switchで追加要素を盛り込んだ移植版「ピオフィオーレの晩鐘 -ricordo-」の発売が決定し、移植版は2019年7月25日に発売。2019年6月1日・2日に開催された「オトメイトパーティー2019」にて続編「ピオフィオーレの晩鐘 -Episodio 1926-」が発表され、2020年11月12日に発売。

## あらすじ
第一次世界大戦直後の1925年、南イタリアのとある街「ブルローネ」。この街には「ブルローネ・マフィア」と呼ばれる3つの組織があった。教会で平穏に暮らしていた主人公は、ある事件を契機に3つの組織のどれかに身を寄せることになる。

## 登場人物

### 主要人物
リリアーナ・アドルナート
※名前変更可能
21歳。本作の主人公。ブルローネ教会で暮らしている。教会で暮らす以前のことは何も知らない。胸元に痣がある。
ダンテ・ファルツォーネ
声 - 石川界人
23歳。9月17日生まれで血液型はA型。身長178cm。
「ファルツォーネファミリー」のカポ（首領）。5年前に父親の跡を継ぎ、「ファルツォーネ家」の当主となった。
ファミリーの正統な後継者として英才教育を受け、伝統や掟を重んじるが故に冷徹に思われがちであるものの、情に厚く面倒見がいい性格。
ギルバート・レッドフォード
声 - 森久保祥太郎
26歳。7月26日生まれで血液型はO型。身長182cm。
「ヴィスコンティ一家」のボス。左目に眼帯をしている。派手好きで自信家だが、取っ付きやすく、誰に対してもフレンドリーな性格。
楊（ヤン）
声 - 岡本信彦
29歳。12月12日生まれで血液型はB型。身長175cm。
「老鼠」の首領。「楊」という名は通り名で本名を知る者はいない。そのときの気分次第で行動し、一時的な快楽を追求する刹那主義。
ニコラ・フランチェスカ
声 - 木村良平
28歳。6月28日生まれで血液型はAB型。身長177cm。
「ファルツォーネファミリー」のナンバー2でカポの右腕。ダンテの従兄弟。典型的なイタリア男で、女性の扱いは上手い。
マフィアらしからぬ善人そうな風貌とは反対に必要となれば平気で嘘をつくこともある。
オルロック
声 - 豊永利行
18歳。4月23日生まれで血液型はB型。身長170cm。
「ブルローネ・マフィア」の3つの組織と取引する情報屋。「クレタ地区」の隠れ家が活動拠点。無口で、少々世間知らずな所がある。

### その他の人物
ディレットーレ / アンリ・ランベール
声 - 立花慎之介
33歳。1月18日生まれで血液型はAB型。身長180cm。
ブルローネにある国営カジノの支配人（ディレットーレ）で、名前はセバスティアーノ・ガリエ。「ブルローネ・マフィア」にカジノの一室を提供している。
レオ・カヴァニス
声 - 土岐隼一
21歳。5月17日生まれで血液型はO型。身長172cm。
「ファルツォーネファミリー」の構成員の1人。
ジュリア・チェステ
声 - 浅井晴美
52歳。8月2日生まれで血液型はO型。身長161cm。
「ファルツォーネ家」の屋敷の家政婦。
オリヴァー・ハース
声 - 岩澤俊樹
34歳。1月30日生まれで血液型はA型。身長180cm。
「ヴィスコンティ一家」の顧問弁護士。ギルバートの友人。
リー・シーシャン
声 - 猪股慧士
28歳。9月10日生まれで血液型はAB型。身長172cm。
「老鼠」の組織内でナンバー2となる大きな派閥のリーダー。
ロベルト・デ・フェオ
声 - 松浦義之
26歳。7月17日生まれで血液型はAB型。身長180cm。
ブルローネ市警の刑事。他都市出身。
マルコ・カルデローニ
声 - 弦徳
55歳。1月5日生まれで血液型はA型。身長175cm。
ブルローネ市警の刑事。ロベルトの指導係。
ラン
声 - 長妻樹里
15歳。4月29日生まれで血液型はB型。身長158cm。
「老鼠」の戦闘員の1人。フェイの双子の姉。
フェイ
声 - 依田菜津
15歳。4月29日生まれで血液型はB型。身長158cm。
「老鼠」の戦闘員の1人。ランの双子の弟。
エミリオ
声 - 天﨑滉平
年齢・誕生日・血液型不明。身長155cm。
「教国」、ローマの聖職者の1人。
ヨゼフ・フォン・ロズベルグ
声 - 上別府仁資
62歳。3月1日生まれで血液型はA型。身長169cm。
「教国」、ローマの聖職者の1人。
ルカ
声 - 笹島かほる
12歳。6月4日生まれで血液型はB型。身長150cm。
「ストラノ地区」というスラムで暮らす少年。
エレナ・クローチェ
声 - 田中茉理花
22歳。3月28日生まれで血液型はO型。身長162cm。
主人公の友人。ブルローネ教会で暮らしている。
ソフィア
声 - 岡本麻弥
50歳。12月3日生まれで血液型はA型。身長160cm。
ブルローネ教会のシスター。

### 「-Episodio1926-」からの人物
？？？
声 - 興津和幸
34歳。血液型はB型。身長182cm。
仮面をつけた謎の男。
テオ
声 - 中島ヨシキ
22歳。血液型はAB型。身長170cm。
「教国」、ローマの聖職者の1人。
袁（ユエン）
声 - 津田健次郎
チャイニーズ・マフィア「六鳳会」の幹部。
睿（ルイ）
声 - 濱健人
袁の部下。老鼠の新たなナンバー2となる。
ユージーン
声 - 咲野俊介
45歳。血液型はO型。身長179cm。
シカゴマフィアの幹部。
ラウル・ギルランダイオ
声 - 北山恭祐
34歳。血液型はAB型。身長177cm。
ダンテ、ニコラの遠い親戚。
ヨハン・シュタイナー
声 - 深町寿成
17歳。血液型はB型。身長170cm。
オルロックの代わりにやって来た代行者。
ジャック・エイヴァリー
声 - 川上晃二
21歳。血液型はB型。身長177cm。
シカゴから来た殺し屋。

## 用語
ブルローネ
イタリア半島のアドリア海に面した街。街は昔からマフィアに支配されていて、元々は「教国」の領地であったこともあり、国の干渉をほぼ受けることがない。
街は、「アルカ地区」、「ファルチェ地区」、「クレタ地区」、「ヴェレーノ地区」、「ストラノ地区」の5つの地区に分かれている。
ブルローネ・マフィア
「ファルツォーネファミリー」、「ヴィスコンティ一家」、「老鼠」の3組織のことを指して言う言葉。
警察署や学校、教会、国営カジノがある「アルカ地区」ではお互いに手を出さないという取り決めがある。
ファルツォーネファミリー
古くからブルローネの領主をしていた「ファルツォーネ家」の当主を首領とするマフィア。
構成員は全てイタリア系のみという血統主義で、血筋と伝統・掟を重んじる組織。
ブルローネの中で一番面積が大きく、「ファルツォーネ」を支持する古くからの住民が暮らす「ファルチェ地区」を支配している。
ヴィスコンティ一家
「ファルツォーネファミリー」の考えに反発し、離反した者たちから構成される比較的歴史の浅いマフィア。
血筋・国籍を問わず、能力により登用される実力主義の組織。
海沿いに面し、流通が活発で、多くの商店が立ち並ぶ「クレタ地区」を支配している。
老鼠（ラオシュー）
数年前からブルローネに増加した中国人たちの集団。チャイニーズ・マフィア「六鳳会」の下部組織。
他のマフィアが支配する地区と比べるとかなり狭く、人口密度が高い。住民のほとんどが華僑の「ヴェレーノ地区」を支配している。

## 主題歌
ピオフィオーレの晩鐘 / ピオフィオーレの晩鐘 -ricordo-
オープニングテーマ「Nocturnal」
作曲・編曲 - myu / 作詞 - 磯谷佳江 / 歌 - mao × 織田かおり
エンディングテーマ「風花 ～winter white lily～」
作曲・編曲 - myu / 作詞 - 磯谷佳江 / 歌 - SHOJI
エンディングテーマ「Whispering Hope」
作曲・編曲 - 増谷賢 / 作詞 - 磯谷佳江 / 歌 - 織田かおり
エンディングテーマ「Fault」
作曲・編曲 - myu / 作詞 - 磯谷佳江 / 歌 - mao
ピオフィオーレの晩鐘 -Episodio 1926-
オープニングテーマ「Current」
作曲・編曲 - myu / 作詞 - 磯谷佳江 / 歌 - mao × 織田かおり
エンディングテーマ「星影 ～stella starrium～」
作曲・編曲 - 長田直之 / 作詞 - 磯谷佳江 / 歌 - mao × 織田かおり
エンディングテーマ「Last Twilight」
作曲・編曲 - 安瀬聖 / 作詞 - 磯谷佳江 / 歌 - 織田かおり
エンディングテーマ「Silent Glim」
作曲・編曲 - myu / 作詞 - 磯谷佳江 / 歌 - mao

## スタッフ
- 原画・イラスト - RiRi
- シナリオ - かずら林檎
- サウンド - 和田俊輔
- ディレクター - 高村旭
- 製作・販売 - アイディアファクトリー / デザインファクトリー

## 関連商品

### CD
- ピオフィオーレの晩鐘 オリジナルサウンドトラック（ティームエンタテインメント、2018年9月5日、XFCD-0063）[7]
- ピオフィオーレの晩鐘 ドラマCD ～Mascherata di mezzanotte～（ティームエンタテインメント、2019年5月29日、XFCD-101）[8]
- ピオフィオーレの晩鐘 Character CD Vol.1 ダンテ・ファルツォーネ（ティームエンタテインメント、2020年2月26日、XFCD-0132）[9]
- ピオフィオーレの晩鐘 Character CD Vol.2 ギルバート・レッドフォード（ティームエンタテインメント、2020年3月25日、XFCD-0133）[9]
- ピオフィオーレの晩鐘 Character CD Vol.3 楊（ティームエンタテインメント、2020年4月22日、XFCD-0134）[9]
- ピオフィオーレの晩鐘 Character CD Vol.4 ニコラ・フランチェスカ（ティームエンタテインメント、2020年5月27日、XFCD-0135）[9]
- ピオフィオーレの晩鐘 Character CD Vol.5 オルロック（ティームエンタテインメント、2020年6月24日、XFCD-0136）[9]
- ピオフィオーレの晩鐘 ドラマCD ～Grazie di cuore～（ティームエンタテインメント、2020年12月16日、XFCD-0167）[10]
- ピオフィオーレの晩鐘 -Episodio1926- オリジナルサウンドトラック（ティームエンタテインメント、2020年12月16日、XFCD-0168）[10]
- ピオフィオーレの晩鐘 Character Drama CD Vol.1 ニコラ・フランチェスカ（ティームエンタテインメント、2021年4月28日、XFCD-0188）[11]
- ピオフィオーレの晩鐘 Character Drama CD Vol.2 ギルバート・レッドフォード（ティームエンタテインメント、2021年5月26日、XFCD-0189）[11]
- ピオフィオーレの晩鐘 Character Drama CD Vol.3 オルロック（ティームエンタテインメント、2021年6月23日、XFCD-0190）[11]
- ピオフィオーレの晩鐘 Character Drama CD Vol.4 楊（ティームエンタテインメント、2021年7月28日、XFCD-0191）[11]
- ピオフィオーレの晩鐘 Character Drama CD Vol.5 アンリ・ランベール（ティームエンタテインメント、2021年8月25日、XFCD-0192）[11]
- ピオフィオーレの晩鐘 Character Drama CD Vol.6 ダンテ・ファルツォーネ（ティームエンタテインメント、2021年9月22日、XFCD-0193）[11]

### DVD / Blu-ray
- ピオフィオーレの晩鐘 ～Vacanza Burlone～（マリン・エンタテインメント、2020年9月5日、アニメイト限定盤Blu-ray:ANI-1553、ステラワース限定盤Blu-ray:MASW-0001、通常盤DVD:MESV-0148）

### 書籍
- B's-LOG編集部 編『ピオフィオーレの晩鐘 公式ビジュアルファンブック』KADOKAWA、2018年12月12日。ISBN 978-4047333703。
- 『ピオフィオーレの晩鐘 -ricordo-　公式アートブック』一二三書房、2019年9月27日。ISBN 978-4891995737。
- B's-LOG COLLECTION 編『ピオフィオーレの晩鐘 -Episodio1926- 公式ビジュアルファンブック』KADOKAWA、2021年3月26日。ISBN 978-4047335325。

## 舞台
『舞台「ピオフィオーレの晩鐘〜運命の白百合〜」』のタイトルで、2019年10月23日から同年10月27日まで東京・シアターサンモールにて全8公演を上演。

### キャスト（舞台）
- ダンテ・ファルツォーネ - 松田裕
- リリアーナ・アドルナート - 影山靖奈
- ニコラ・フランチェスカ - 橋本真一
- ギルバート・レッドフォード - 橋本全一
- オルロック - 小俣一生
- レオ・カヴァニス - 春斗（CUBERS）
- ロベルト・デ・フェオ - 瀬良祐介
- リー・シーシャン - 渡邉嘉寿人（元VOYZ BOY）[注 1]
- ディレットーレ - 網代将悟
- マルコ・カルデローニ - 高水裕樹
- ラン - 井上紗綾
- フェイ - 東野瑞希
- オリヴァー・ハース - 木下卓也
- ソフィア - 七海映子
- エミリオ - VALSHE
- 楊 - 田中稔彦

アンサンブル
- 桜木さつき
- 宮本圭介
- 桐田伶音
- 山中将太
- 高見沢秀衡

### スタッフ（舞台）
- 原作 - オトメイト『ピオフィオーレの晩鐘』（アイディアファクトリー/デザインファクトリー）
- 主催 - 舞台『ピオフィオーレの晩鐘～運命の白百合～』製作委員会（Enthena / パロマプロモーション）
- 企画・製作プロダクション - Enthena
- 演出 - 吉田武寛
- 脚本 - 村上典子

## ミュージカル
ミュージカル『ピオフィオーレの晩鐘』のタイトルで当初は2021年3月19日から同年3月21日まで東京・シアター1010にて、2021年3月26日から同年3月28日まで大阪・COOL JAPAN PARK OSAKA TTホールにて上演予定であったが、新型コロナウイルス感染拡大の影響により2022年5月に延期となった。これにより上演劇場やスタッフが一部変更された。延期公演は2022年5月5日から同年5月15日まで東京・サンシャイン劇場にて上演。

### キャスト（ミュージカル）
- リリアーナ・アドルナート - 伊藤優衣
- ダンテ・ファルツォーネ - 新里宏太
- ギルバート・レッドフォード - 里中将道
- 楊 - 横井翔二郎
- ニコラ・フランチェスカ - 千葉瑞己
- オルロック - 長江崚行
- ラン - 岩田陽葵
- フェイ - 山内優花
- レオ・カヴァニス - 富園力也（VOYZ BOY）
- オリヴァー・ハース - 佐藤弘樹
- リー・シーシャン - 高木俊輔
- ロベルト・デ・フェオ - 工藤大夢
- エミリオ - 堀之内仁
- ディレットーレ - 釣本南（降板）→鷲尾修斗

### スタッフ（ミュージカル）
- 原作 - オトメイト（アイディアファクトリー / デザインファクトリー）
- 主催 - 合同会社SrotaStage
- 脚本 - 桜木さやか
- 総合演出 - 野坂実、演出 - 小谷嘉一
- 音楽 - 和田俊輔

## イベント開催
ピオフィオーレの晩鐘 ～Vacanza Burlone～
2019年8月17日開催。会場は和光市民文化センター サンアゼリア 大ホール。昼公演と夜公演が開催。
主催：アイディアファクトリー株式会社／デザインファクトリー株式会社、制作：タブリエ・コミュニケーションズ株式会社、協賛：株式会社エポスカード